# 宋文汉
宋文汉（1939年—2024年3月30日），湖南湘乡人，中国人民解放军将领、中国人民解放军中将，九届全国人大代表，十届全国政协委员。 
1983年5月任第41集团军副参谋长，1985年8月任第41集团军参谋长，1988年7月任第42集团军参谋长，1990年6月任广州军区副参谋长，1996年11月任广州军区参谋长，2002年1月至2002年7月任广州军区副司令员。
1990年授予中国人民解放军少将军衔，1998年授予中国人民解放军中将军衔。